# Mesenbusen
Der Mesenbusen (russisch Мезенская губа, Mesenskaja guba, auch Mesenbucht) ist eine Meeresbucht des Weißen Meeres in Nordwestrussland. 

## Geografie
Der Mesenbusen ist neben dem Dwinabusen, dem Onegabusen und der Kandalakschabucht eine der vier großen Buchten des Weißen Meeres. Der Busen liegt zwischen der Westküste der Kanin-Halbinsel und dem südlich gelegenen Festland, im äußersten Osten des Weißen Meeres. Er ist 105 Kilometer lang und 97 Kilometer breit und erstreckt sich vom Mündungsdelta des Flusses Mesen bis zu dem in ihm liegenden Morschowez-Eiland. Neben dem Mesen mündet auch der Fluss Kuloi in den Mesenbusen.
Die Wassertiefe des Mesenbusens liegt zwischen 5 und 25 Metern. Der Tidenhub beträgt bis zu 10 Meter und ist damit der größte des Weißen Meeres. Auf Grund des großen Tidenhubes wurde versucht, ein Gezeitenkraftwerk in der Bucht zu errichten. Das Projekt wurde bisher nicht realisiert. Der Mesenbusen friert im Winter für mehrere Monate zu.
Administrativ gehört der Mesenbusen zur Oblast Archangelsk und dem Autonomen Kreis der Nenzen. Der südliche und westliche Küstenabschnitt des Busens wird als Abramowski bereg (Абрамовский берег) bezeichnet und ist Teil des Rajons Mesen der Oblast Archangelsk. Der zur Kanin-Halbinsel gehörige östliche Küstenabschnitt des Mesenbusens wird als Konuschinski bereg (Конушинский берег) bezeichnet und gehört zum Autonomen Kreis der Nenzen.

## Geschichte
An den Ufern des Mesenbusens siedelte ursprünglich das Volk der Pomoren, welches das Gebiet für die Fischerei, den Walfang und den Robbenfang nutzte. Bei schlechten Wetterbedingungen diente das Morschowez-Eiland den Fischern als Rettungsort, um dem Heraustreiben auf das offene Meer zu entgehen.